# Marc Fayet
Marc Fayet, né le 28 septembre 1961 à Aubagne, est un comédien, auteur dramatique et metteur en scène français.

## Biographie

### Carrière théâtrale et cinématographique
Né en 1961, il étudie le théâtre au Conservatoire de Marseille, puis à l'ENSATT (École Nationale Supérieure des Arts et Techniques du Théâtre) à Paris. À la fin de ses études, il commence à jouer dans des cafés-théâtres de la capitale, tel que Le Point-Virgule ou le théâtre des Blancs-Manteaux. Il fait partie d'une bande d'amis avec laquelle il joue régulièrement, constituée notamment par José Paul, Gérard Loussine et Stéphan Wojtowicz.
Marc Fayet joue au théâtre, dans des films et séries télévisées mais est aussi un auteur et metteur en scène reconnu. Il est l'auteur d'une vingtaine de pièces de théâtre. Plusieurs fois nommé aux Molières, il reçoit en 2003 le Molière de révélation théâtrale de l'année en tant que comédien et en 2015 celui du spectacle comique en tant qu'auteur. 
Sa fille Juliette Fayet embrasse également la carrière théâtrale et met en scène la pièce À chacun sa madeleine (2015) au Théâtre de Paris dans laquelle Marc Fayet tient le rôle principal.

### Cyclisme
Marc Fayet est également un passionné de vélo et de cyclisme. Il s'investit, écrit et commente lorsqu'il le peut cette discipline, notamment lors du Tour du Finistère dont il est le parrain, au sein du magazine Cyclism'Actu ou de la Ligue nationale du cyclisme dont il est un des représentants. A ce titre il siège au sein du conseil Fédéral de la Fédération Française de Cyclisme. 
Il est également engagé dans la sensibilisation pour la sécurité des cyclistes auprès de l'UNCP (Union nationale des cyclistes professionnels), pour laquelle il écrit et réalise plusieurs clips de sensibilisation en 2015.
Il devient en octobre 2021 président du comité d'organisation du Tour du Finistère.

## Théâtre

### Auteur
- 2004 : Jacques a dit, mise en scène Agnès Boury et José Paul, Petit Théâtre de Paris, (L'Avant-scène théâtre, 2004)
- 2007 : L'Un dans l’autre, mise en scène José Paul et Stéphane Cottin, Petit Théâtre de Paris, (L'Avant-scène théâtre, 2007)
- 2009 : Il est passé par ici, mise en scène José Paul, théâtre de Paris
- 2010 : Dominici : Un procès impitoyable, mise en scène Robert Hossein, théâtre de Paris
- 2012 : Le Scoop, mise en scène Marc Fayet, théâtre Tristan-Bernard
- 2014 : Des gens intelligents, mise en scène José Paul, théâtre de Paris
- 2015 : À chacun sa madeleine, mise en scène Juliette Fayet, théâtre de Paris
- 2019 : 2 euros 20, mise en scène José Paul, présentée au Festival d'Avignon
- 2021 : Le Switch, mise en scène Luq Hamet, théâtre d'Edgar

### Comédien
- 1984 : Dom Juan de Molière, mise en scène Roland Monod, ENSATT, rencontres d’été de La Chartreuse Villeneuve-lès-Avignon - Sganarelle
- 1985 : Courteline et Labiche en vacances d’après Georges Courteline et Eugène Labiche, mise en scène Marc Fayet, théâtre du Point-Virgule
- 1986 : Nos désirs font désordre de et mise en scène Christian Mousset, théâtre du Point-Virgule
- 1988 : Les Sacrés Monstres de Roland Dubillard, mise en scène José Paul, théâtre des Blancs-Manteaux
- 1994 : Les Trois Mousquetaires d‘Alexandre Dumas, mise en scène Patrick Pelloquet, Théâtre régional des Pays de la Loire
- 1994 : Lucrèce Borgia de Victor Hugo, mise en scène Vincent Garanger, Théâtre régional des Pays de la Loire
- 1995 : Un coin d’azur de et mise en scène Jean Bouchaud, théâtre La Bruyère
- 1996 : L'Argent du beurre de Louis-Charles Sirjacq, mise en scène Étienne Bierry, théâtre de Poche Montparnasse
- 1997 : Accalmies passagères de Xavier Daugreilh, mise en scène Alain Sachs, théâtre de l'Athénée-Louis-Jouvet
- 1998 : Pop-corn de Ben Elton, mise en scène Stéphan Meldegg, théâtre La Bruyère - Bob Dilamitri
- 1999 : Un fil à la patte de Georges Feydeau, mise en scène Alain Sachs, théâtre de la Porte-Saint-Martin - Bouzin
- 2001 : Itinéraire bis de Xavier Daugreilh, mise en scène Stéphan Meldegg, théâtre La Bruyère - Marc
- 2002 : Shakespeare, le défi d’Adam Long, Daniel Singer et Jess Winfield, mise en scène Gil Galliot, Comédie de Paris
- 2002 : Un petit jeu sans conséquence de Jean Dell et Gérald Sibleyras, mise en scène Stéphane Hillel, théâtre La Bruyère - Bruno
- 2004 : Jacques a dit de Marc Fayet, mise en scène Agnès Boury et José Paul, Petit Théâtre de Paris - Jeanjean
- 2006 : Le Jardin de Brigitte Buc, mise en scène Jean Bouchaud, théâtre des Mathurins - Antoine
- 2007 : L'Un dans l’autre de Marc Fayet, mise en scène José Paul et Stéphane Cottin, Petit Théâtre de Paris
- 2008 : Avec deux ailes de Danielle Mathieu-Bouillon, mise en scène Anne Bourgeois, Petit Théâtre de Paris
- 2008 : La Véranda d'Éric Rouquette et Cyril Gely, mise en scène Francis Perrin, théâtre La Bruyère
- 2009 : Mais n'te promène donc pas toute nue ! et Feu la mère de madame de Georges Feydeau, mise en scène José Paul, théâtre de Paris
- 2009 : Il est passé par ici de Marc Fayet, mise en scène José Paul, théâtre de Paris
- 2010 : Le Mec de la tombe d'à côté de Katarina Mazetti, mise en scène Panchika Velez, théâtre de la Renaissance
- 2011 : Le Mec de la tombe d'à côté de Katarina Mazetti, mise en scène Panchika Velez, théâtre des Bouffes-Parisiens
- 2011 : Les Bonobos de Laurent Baffie, mise en scène de l'auteur, théâtre du Palais Royal - Alex
- 2014 : Des gens intelligents de Marc Fayet, mise en scène José Paul, théâtre de Paris
- 2015 : À chacun sa madeleine de Marc Fayet, mise en scène Juliette Fayet, théâtre de Paris
- 2016 : Maris et femmes de Woody Allen, mise en scène Stéphane Hillel, Théâtre de Paris
- 2018 : Le Lauréat de Terry Johnson, mise en scène Stéphane Cottin, théâtre Montparnasse
- 2018 : Un fil à la patte de Georges Feydeau, mise en scène Christophe Lidon, théâtre Montparnasse
- 2019 : 2 euros 20, mise en scène José Paul, présentée au Festival d'Avignon puis théâtre Rive Gauche en 2020
- 2021 : Times Square de Clément Koch, mise en scène José Paul, Théâtre de la Michodière (captation pour France 2)
- 2023-2024 : Passeport d'Alexis Michalik, mise en scène de l'auteur, Théâtre de la Renaissance

### Metteur en scène
- 1985 : Courteline et Labiche en vacances d’après Georges Courteline et Eugène Labiche, théâtre du Point-Virgule
- 1990 : Le Malade imaginaire de Molière, tournée
- 2009 : Tout petit vu du ciel… de Michel Lagueyrie, Petit Théâtre de Paris
- 2010 : La seule certitude que j'ai, c’est d’être dans le doute de Pierre Desproges, mise en scène avec Alain Lenglet, théâtre de l'Ouest parisien
- 2012 : La seule certitude que j'ai, c’est d’être dans le doute de Pierre Desproges, mise en scène avec Alain Lenglet, Comédie-Française
- 2012 : Le Scoop de Marc Fayet, théâtre Tristan-Bernard

## Filmographie

### Cinéma
- 1996 : L'amour nuit gravement à la santé de Manuel Gómez Pereira : le correspondant TV
- 1999 : Le Plus Beau Pays du monde de Marcel Bluwal : Jaunet
- 2000 : Le cadavre qui voulait qu’on l’enterre (court-métrage) de Jean-Christophe Lebert
- 2007 : Si c'était lui… d'Anne-Marie Étienne : le voisin au restaurant
- 2008 : Enfin veuve d'Isabelle Mergault : François
- 2009 : Je ne dis pas non d'Iliana Lolic : Marc
- 2012 : Bienvenue parmi nous de Jean Becker : Marc
- 2014 : Barbecue d'Éric Lavaine : le serveur au restaurant « Chez Abel »
- 2016 : Retour chez ma mère d'Éric Lavaine : Philippe
- 2017 : De toutes mes forces de Chad Chenouga : le prof de maths
- 2026 : De Gaulle d'Antonin Baudry

### Télévision
- 1981 : L’inspecteur mène l’enquête de Luc Godevais : Imbroglio furioso
- 1996 : Un drôle de cadeau de Daniel Losset : Jean-Louis Sélavy
- 1997 : Les Cordier, juge et flic (saison 4, épisode Boulot de flic) de Gilles Béhat : le bijoutier
- 1998 : Une femme à suivre de Patrick Dewolf : le journaliste TV
- 1998 : Qui mange qui ? de Dominique Tabuteau : le client
- 2002 : H : (saison 4, épisode 10 : Une histoire d’obsession) de Charles Nemes : le présentateur de « Qui veut gagner des euros »
- 2003 : Les Cordier, juge et flic : (saison 10, épisode Mort d’un avocat) de Jean-Pierre Vergne : Philippe Martin
- 2003 : La Crim' : (saison 5, épisode 8 : L'Âme du violon) de Laurent Lévy : Francis Rodier
- 2005 : Menteur ! Menteuse ! d'Henri Helman : Philippe
- 2007 : Navarro (épisode Disparition) de Jean Sagols : Lucante
- 2005-2007 : Commissaire Cordier (4 épisodes) : Crocetti
- 2007 : Louis Page : (épisode Silence, dis-moi) : l’abbé Dominique
- 2008 : Charlotte Corday d'Henri Helman : Montané
- 2009 : Joséphine, ange gardien (saison 12, épisode 5 : Les Majorettes) de Philippe Monnier : André
- 2009 : L'Abolition de Jean-Daniel Verhaeghe : le médecin légiste
- 2009 : La Liste de Christian Faure : Marc Kessel
- 2013 : RIS police scientifique : (saison 8, épisode 6 : Le temps qu'il nous reste) d'Alain Brunard : Frédéric Guibert
- 2014 : Au nom des fils de Christian Faure

## Doublage

### Cinéma
- 2001 : Spy Kids : M. Lisp (Robert Patrick)
- 2003 : Retour à la fac : Gordon « Cheese » Pritchard (Jeremy Piven)
- 2003 : Radio : Tucker (Patrick Breen)
- 2005 : Alexandre : Cleitos (Gary Stretch)
- 2009 : Slumdog Millionaire : l'inspecteur de police (Irfan Khan)
- 2013 : Les Amants passagers : M. Màs (José Luis Torrijo)
- 2022 : Murder at Yellowstone City : Jim Ambrose (Gabriel Byrne)
- 2023 : Transformers: Rise of the Beasts : l'agent de l'organisation secrète (Michael Kelly)
- 2023 : Mission impossible : Dead Reckoning : ? ( ? )
- 2023 : Bird Box Barcelona : le Père Esteban (Leonardo Sbaraglia)
- 2024 : Blink Twice : Rich (Kyle MacLachlan)

### Télévision

#### Séries télévisées
- 2010 : Dexter : Cole Harmon (Chris Vance)
- 2019-2022 : La Guerre des mondes : Bill Ward (Gabriel Byrne)
- 2021-2022 : The Nevers : Lord Massen (Pip Torrens)
- 2022 : Dahmer - Monstres : L'Histoire de Jeffrey Dahmer : Patrick Kennedy (Colby French) (mini-série)
- 2023 : Un meurtre au bout du monde : Rohan (Javed Khan) (mini-série)
- 2024 : Fallout : Hank MacLean (Kyle MacLachlan)
- 2025 : Bosch: Legacy : ? (?) (saison 3)

## Distinctions
- 1998 : Nomination au Molière de la révélation théâtrale pour Popcorn
- 2003 : Molière de la révélation théâtrale masculine pour Un petit jeu sans conséquence
- 2005 : Nomination au Molière de l'auteur francophone vivant pour Jacques a dit
- 2015 : Molière de la comédie pour Des gens intelligents
- 2021 : Nomination à l'Académie Alphonse Allais